# Guy Dolhats
Pour le coureur cycliste français né en 1921, voir Albert Dolhats.
Guy Dolhats (né le 14 octobre 1952 à Tarnos) est un ancien coureur cycliste professionnel français.

## Biographie
Guy Dolhats est l'un des fils d'Albert Dolhats (1921-2009), coureur cycliste ayant participé à trois Tour de France. Son frère Christian a également effectué une carrière cycliste, sans toutefois passer professionnel.
Athlète d'un mètre 72 et de 75 kilos en 1975, c'est un pur sprinteur. Après deux années passées chez Peugeot-BP-Michelin, il rejoint l'équipe Jobo-Wolber-La France en 1976. Pour sa dernière saison chez les professionnels, il termine troisième de l'Étoile de Bessèges, puis participe à son unique Tour de France, où il est éliminé lors de la dixième étape. 
Au terme de sa carrière, il devient marchand de cycles dans sa ville natale.

## Palmarès

### Palmarès amateur
- 1969
  -  Champion de France sur route juniors
- 1971
  - 3e et 4e étapes du Tour des Landes
- 1973
  - Paris-Troyes
  - Paris-Briare
  - 2e du Grand Prix d'Issoire
  - 2e de Paris-Ézy
  - 2e de Paris-Dreux

### Palmarès professionnel
- 1976
  - 3e de l'Étoile de Bessèges

## Résultats sur le Tour de France
1 participation
- 1976 : hors délais (10e étape)